# 環河南北路 (台北市)
環河南北路，為臺北市的重要幹道之一，為南北向道路，各有三段。環河南路一段為西門町鬧區之外圍，為前往該區的捷徑之一；環河南路二段前半則臨近艋舺龍山寺及廣州街夜市，後半則是萬華國民住宅區；環河南路三段則是家禽屠宰場泛環南市場區域。環河北路一段為大稻埕外圍；環河北路二段為住宅區；環河北路三段在社子外圍，也是往士林、北投捷徑之一。
與環河南北路共構的環河南北快速道路為台北市區主要的快速道路之一，大致呈南北向。

## 行經行政區域

### 台北市
- 士林區
- 大同區
- 萬華區

## 分段
環河北路
- 一段：北於民權西路與環河北路二段相接，南於忠孝西路與環河南路一段相接。
- 二段：北於中山高速公路與環河北路三段相接，南於民權西路與環河北路一段相接。
- 三段：北和延平北路六段相接，南於中山高速公路與環河北路二段相接。

環河南路
- 一段：北於忠孝西路與環河北路相接，南於貴陽街與環河南路二段相接。
- 二段：北於貴陽街與環河南路一段相接，南於艋舺大道與環河南路三段相接。
- 三段：北於艋舺大道與環河南路二段相接，南於萬大路與水源路及水源快速道路相接。

## 快速道路
環河快速道路（又稱環河南北快速道路、環河南路快速道路，簡稱環河快）於1992年3月11日通車，全長約5公里，快速道路路段北起民生西路與環河北路口（即大稻埕碼頭水門），沿淡水河與新店溪右岸堤防修築，南端於武成街125巷口附近直通水源快速道路。鄭州路到桂林路之間的路段底下另有一條僅有南向車道的高架道路，此為最早的環河快速道路；現已成為中興橋出口匝道（鄭州路入口）及桂林路出口匝道，此匝道亦可連接中興橋。
本規劃環河北路興建高架道路，北起洲美快速道路南端、南迄民生西路，預定於2006年3月動工、2010年12月完工。然而環河北路已有防洪牆，高架橋不得共構且不可影響水流，導致水利署否決此案。

### 出入口和匝道列表
※綠底白字者為有正式名稱的出入口
| 環河快速道路路線設施里程一覽表 |      |                  |                             |                                   |              |        |                                  |
| 標誌                           | 里程 | 名稱             | 順樁預告                    | 逆樁預告                          | 形式         | 通車日 | 銜接道路 →聯絡地區               |
| ↑主線接續洲美快速道路          |      |                  |                             |                                   |              |        |                                  |
| 此處有交通號誌                 |      | 延平北路平交路口 | 延平北路                    | 延平北路                          | 平交路口     |        | 延平北路七～九段 →士林區         |
| 此處有交通號誌                 |      | 通河西街平交路口 | 通河西街                    | 通河西街                          | 平交路口     |        | 通河西街 →士林區                 |
| 此處有交通號誌                 |      | 倫等街平交路口   | 倫等街                      | 倫等街                            | 平交路口     |        | 倫等街 →士林區                   |
| 此處有交通號誌                 |      | 社中街平交路口   | 社中街                      | 社中街                            | 平交路口     |        | 社中街 →士林區                   |
| 此處有交通號誌                 |      | 中正路平交路口   | A:三重 蘆洲 B:士林 重慶北路 | 重慶北路 百齡橋 承德路            | 平交路口     |        | 中正路 →士林區、三重區           |
| 出口                           |      | 環北             | 高速公路                    | 五股                              | 匝道         |        | 汐五高架（南下） →五股區         |
| 此處有交通號誌                 |      | 敦煌路平交路口   | 敦煌路 承德路 慶昌橋        | A:重慶北路 敦煌路 B:慶昌橋 承德路 | 平交路口     |        | 敦煌路 →大同區                   |
| 此處有交通號誌                 |      | 民族西路平交路口 | 民族西路                    | 民族西路                          | 平交路口     |        | 民族西路 →大同區                 |
|                                |      | 民生西路         | （禁止左轉） 快速道路起點   | 民生西路 快速道路終點             | 平交路口     |        | 民生西路 →大同區                 |
| 出口                           |      | 忠孝橋           | 三重（忠孝橋）              | （僅南下出入）                    | 摺疊式鑽石型 |        | 忠孝橋 →中正區、三重區           |
| 出口                           |      | 市民大道         | （僅北上出口）              | 市民大道 三重                     | 摺疊式鑽石型 |        | 市民大道 →中正區、三重區         |
| 出口                           |      | 洛陽停車場       | （僅北上出入）              | 洛陽停車場                        | 匝道         |        | 洛陽停車場                       |
| 出口                           |      | 中興橋           | 三重（中興橋）              | （僅南下出入）                    | 匝道         |        | 中興橋、鄭州路入 →萬華區、三重區 |
| 出口                           |      | 桂林路           | 桂林路                      | （僅南下出口）                    | 匝道         |        | 桂林路 →萬華區                   |
| 出口                           |      | 貴陽街           | （僅北上出口）              | 貴陽街                            | 匝道         |        | 貴陽街 →萬華區                   |
| 出口                           |      | 華江橋           | 板橋（華江橋）              | （僅南下出入）                    | 半套鑽石型   |        | 華江橋 →萬華區、板橋區           |
| 出口                           |      | 西藏路           | 西藏路                      | （僅南下出口）                    | 匝道         |        | 西藏路 →萬華區                   |
| 出口                           |      | 萬大路           | 萬大路 快速道路終點         | （僅南出北入） 快速道路起點       | 匝道         |        | 萬大路 →萬華區                   |
| ↓主線接續水源快速道路          |      |                  |                             |                                   |              |        |                                  |

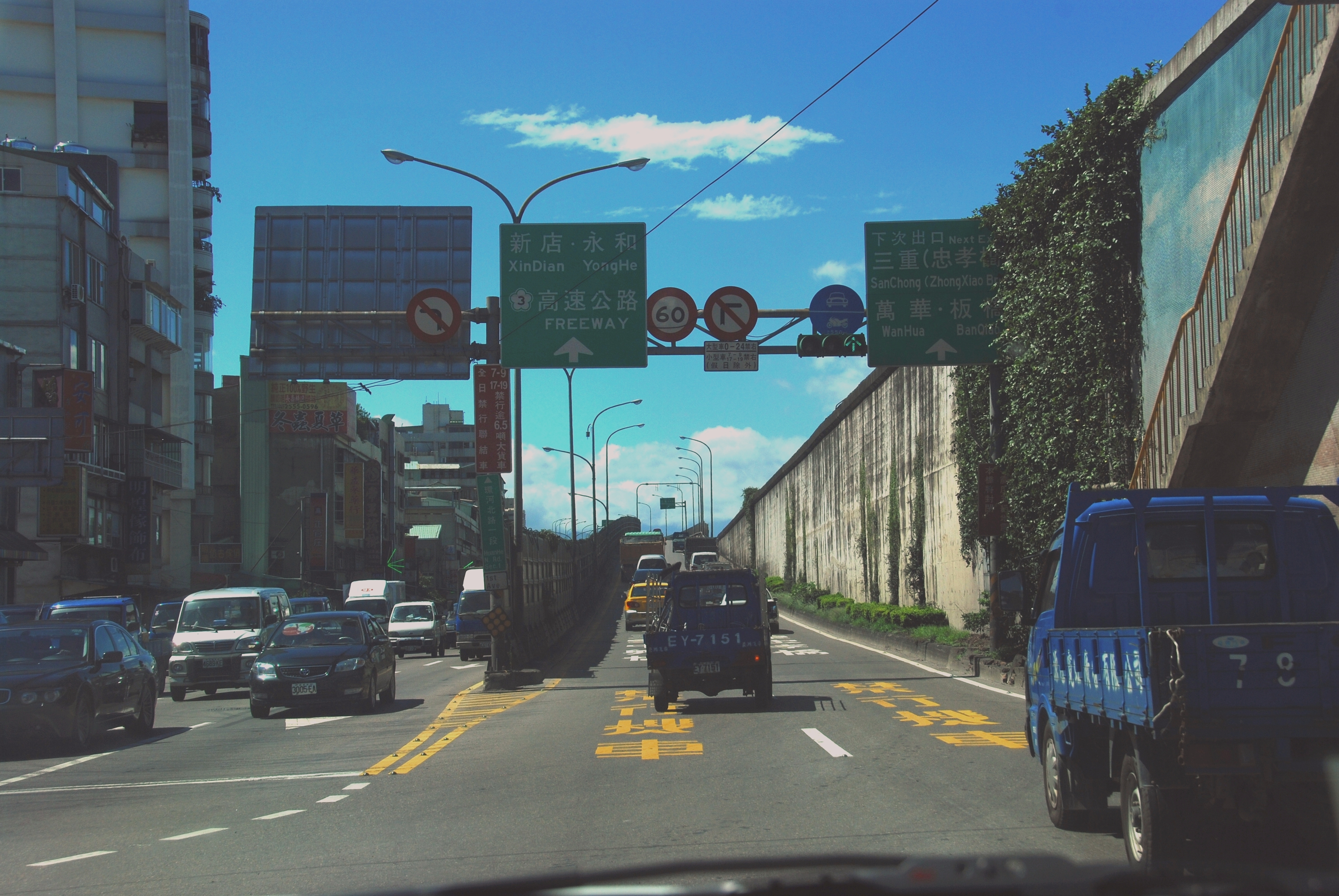
環河快速道路南下車道起點（民生西路口）
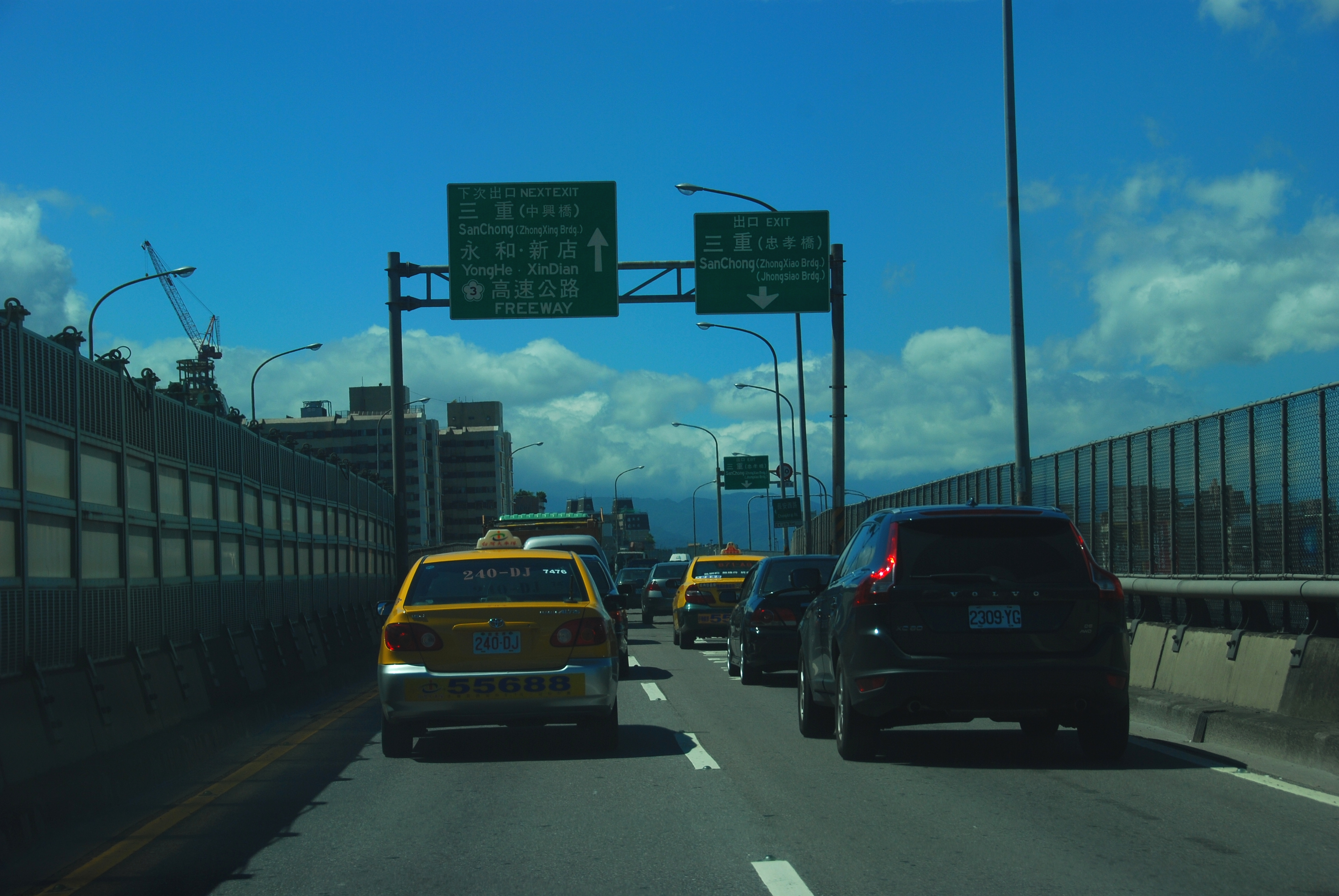
忠孝橋出口（往三重，南下車道）
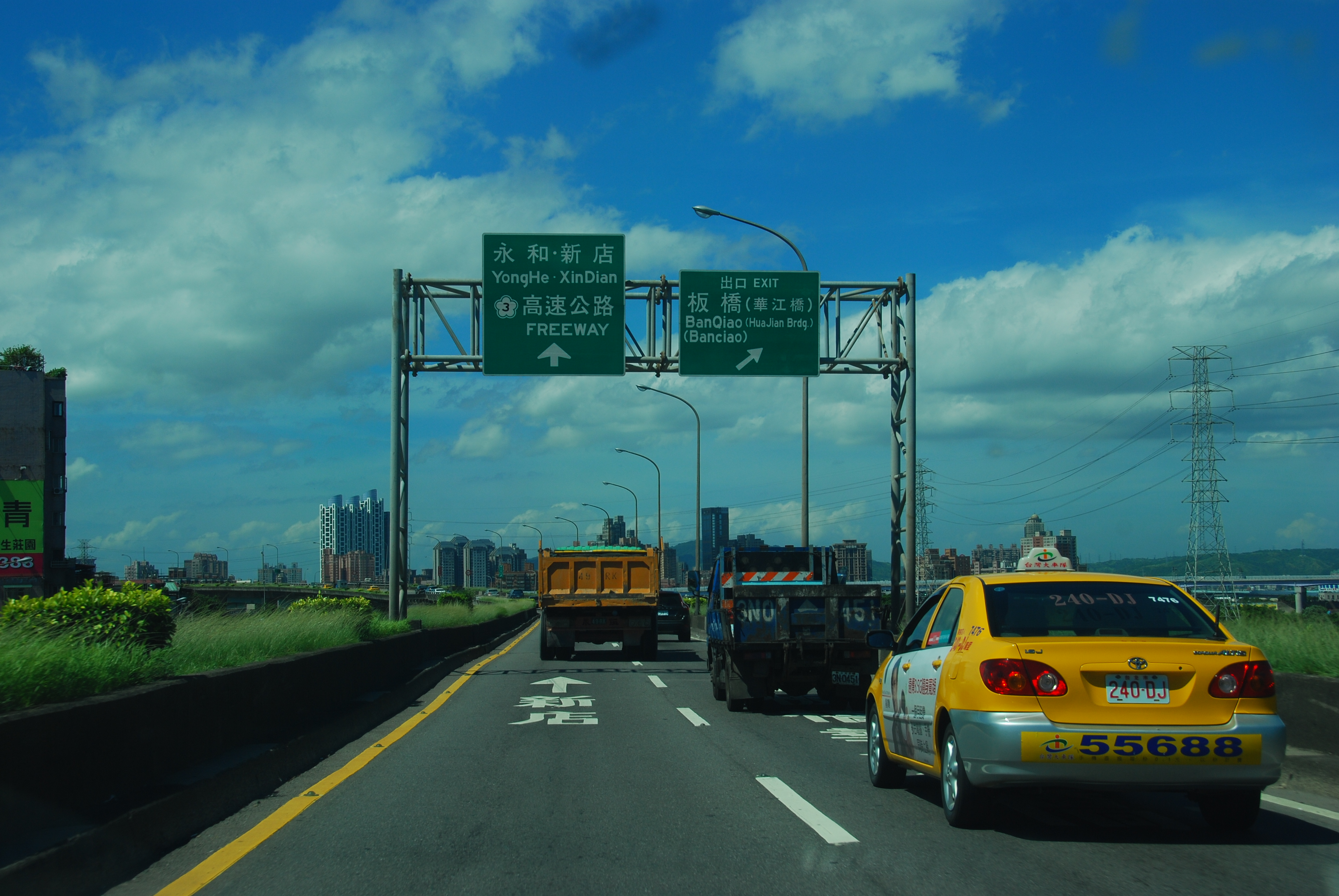
華江橋出口（往板橋，南下車道）
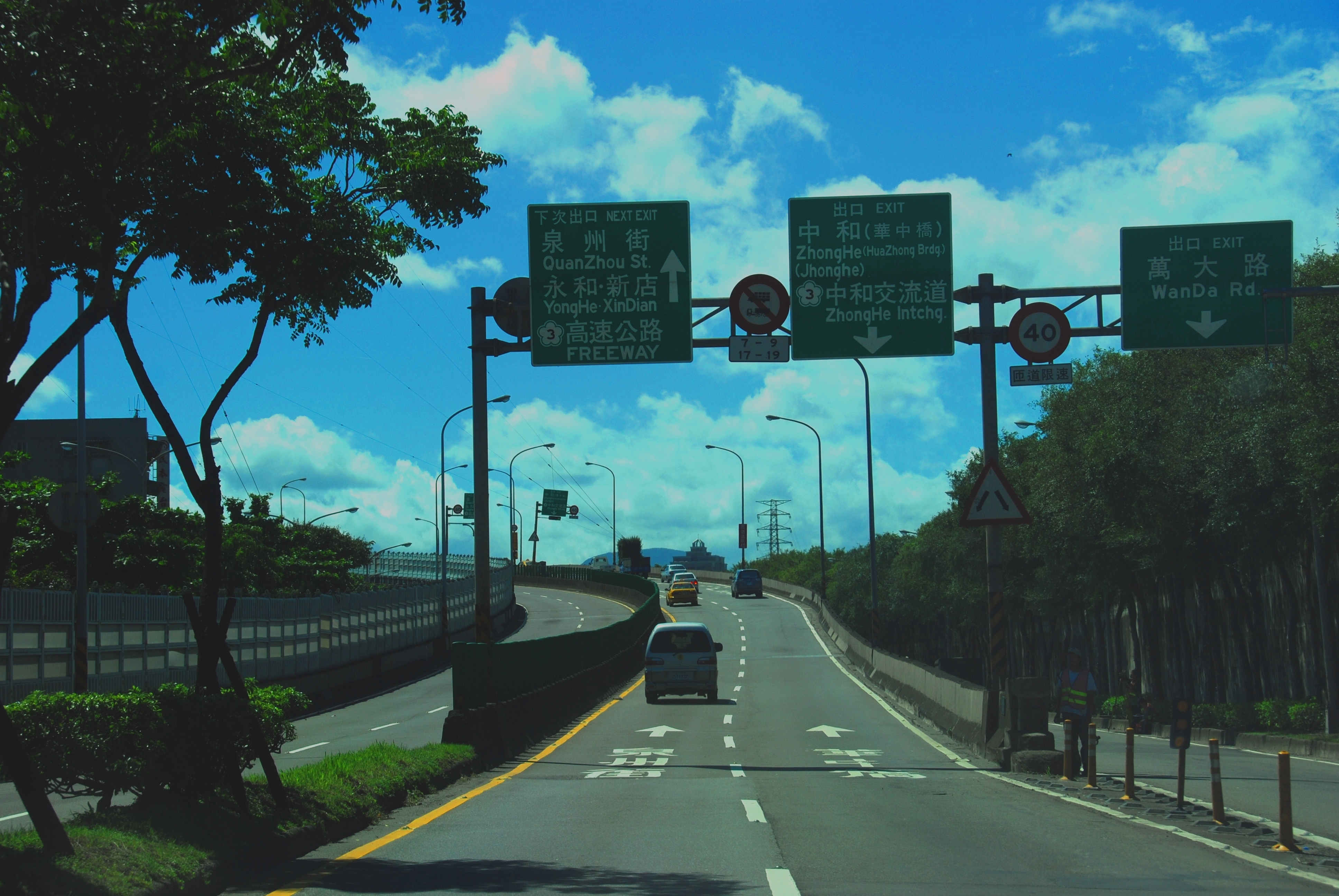
環河快速道路及水源快速道路交接處（南下車道。左線直接接上水源快速道路，右線為萬大路出口）

## 沿線設施（由北至南）
| | |
| - 環河北路 - 三段 - 重陽橋 - 葫蘆國小（95號） - 臺北市公共自行車租賃系統葫蘆國小站（95號） - 二段 - 中山高汐五高架橋環北交流道 - 慶昌橋 - 迪化運動公園 - 迪化汙水處理廠 - 迪化抽水站 - 臺北市政府衛生下水道工程處（正門位於酒泉街235號） - 一段 - 台北橋 - 大稻埕碼頭 - 六館抽水站（208號） - 大稻埕辜宅（門牌為歸綏街303巷9號） - 忠孝國中（正門位於西寧北路32號） - 玉泉公園 | - 環河南路 - 一段 - 河濱五金商場 - 洛陽立體停車場（1號） - 忠孝抽水站（21之1號） - 豪景酒店（77號） - 長沙公園 - 中興橋（成都路口） - 貴陽抽水站（282號） - 二段 - 艋舺玉碧三王府（57號） - 艋舺燕山黃大宗祠（83號） - 學海書院（高氏宗祠）（93號） - 娜魯灣原住民商場（102號2樓） - 市圖柳鄉民眾閱覽室（102號4樓） - 廣州街夜市（廣州街口） - 龍山國小（正門位於和平西路235號） - 華江整建住宅 - 華江橋（和平西路口） - 臺北市公共自行車租賃系統龍山國小站 - 華江派出所（196號） - 大理高中（正門位於長順街2號） - 臺北市公共自行車租賃系統大理高中站 - 環南綜合市場（245號） - 臺北市家禽批發市場（247號） - 艋舺三條路福德宮（336號） - 萬板橋（西藏路口） - 華翠橋（艋舺大道口） - 三段 - 光復橋（西園路口） - 華中橋（萬大路口） |